# Znojile pri Krki
Znojile pri Krki – wieś w Słowenii, w gminie Ivančna Gorica. W 2018 roku liczyła 116 mieszkańców.